# Premiata Teleditta
Premiata Teleditta è stato un programma comico Mediaset ideato e condotto dalla Premiata Ditta nel 2000 e nel 2001 e successivamente riproposto nel 2005 e nel 2006. Nelle prime due edizioni è andato in onda su Canale 5 mentre le ultime due sono state trasmesse da Italia 1.

## Il programma

### Descrizione
Il programma era basato sulle parodie e le reinterpretazioni di alcuni dei programmi di maggior successo del periodo, e successivamente anche di celebri pellicole e fiction. È stato uno dei programmi più famosi e seguiti del quartetto comico romano, reduce dal successo, sia in diretta che in replica, della sitcom Finché c'è ditta c'è speranza sempre sulle reti Mediaset.
Premiata Teleditta inizia il 21 aprile 2000 su Canale 5 e va in onda per quattro puntate (fino al 12 maggio), riscuotendo un grande successo di pubblico, tanto da essere riproposto con una seconda stagione dal 16 marzo 2001 per sei puntate (fino al 20 aprile), sempre su Canale 5 nella prima serata del venerdì con riconfermato successo.
Il programma viene poi riproposto con numerose repliche, praticamente ogni estate dal 2002 su Canale 5 nel primo pomeriggio della domenica, che ottengono buoni ascolti. Nella primavera del 2005 su Italia 1 debutta la terza serie del programma, in onda nella prima serata del martedì, con il titolo Premiata Teleditta 3 - Non sono repliche, che sottolinea il fatto che dopo tante repliche il programma va in onda in un inedito ciclo.
Il 5 dicembre 2006 sulla stessa rete debutta l'ultima edizione del programma, intitolato Premiata Teleditta 4 e composto da 5 episodi così intitolati: "Lo strano caso del Dottor Jeckill e Mr. Hyde", "007", "Supereroi", "Pulp Fiction" ed "Excalibur".
Nel 2007 sempre su Italia 1 va in onda il programma Tutto Ditta, un mix delle varie edizioni del programma.
A dicembre 2013 il programma torna con le repliche della prima edizione su Mediaset Extra, che nell'estate 2016 ripropone la terza edizione in seconda serata, sempre in replica.

### Sketch
Il punto centrale del programma era la reinterpretazione estremamente irriverente dei programmi Mediaset (più raramente di altre reti) più seguiti del momento come:
- Viaggio nel tempo, parodia de La macchina del tempo condotta da un Pino Insegno per l'occasione nei panni di "Alessandro Cecchi Pavone", parodia in chiave scherzosa di Alessandro Cecchi Paone (in una delle sei puntate della seconda edizione partecipò quello vero) con una coda variopinta che apriva a ruota ogni volta che pronunciava il proprio nome e lui annunciava i viaggiatori temporali detti come viaggiatori del tempo sebbene nella prima stagione appariva come macchina del tempo una fionda lancia-oggetti e nella seconda stagione una lavatrice con tanto di luci ed effetti sonori;
- SopravVivere, parodia della seguitissima soap Mediaset Vivere;
- Supposta per te, parodia di C'è posta per te, con Tiziana Foschi che interpretava Maria De Filippi;
- Bugiardissimo, versione scherzosa di Verissimo, in quel periodo ancora condotto da Cristina Parodi, che parodiata da Francesca Draghetti diventava "Cristina Collodi" (ironica fusione tra la nota giornalista e Carlo Collodi, lo scrittore delle storie di Pinocchio);
- Posso essere miliardario? e "Pazzaparola" (parodie rispettivamente di Chi vuol essere miliardario? e Passaparola, ambedue condotte da Gerry Scotti (ovviamente quello vero), che amichevolmente prendeva in giro le sue due trasmissioni di maggior successo.
- Premiata Paperissima (parodia di Paperissima), in cui illustravano tutte le gag e gli errori durante la registrazione dello show;
- Elisa in rimaottusa (parodia dello sceneggiato Elisa di Rivombrosa) da poco andato in onda con grande approvazione del pubblico. Nella parodia la caratteristica principale erano senza dubbio le parti cantate: infatti molti dei dialoghi erano per l'appunto cantati in rima, basandosi sulle più famose canzoni italiane, i cui testi venivano stravolti, in modo da adattarli alla trama;
- Affari suoi (parodia di Affari tuoi), con Pino Insegno che interpretava Paolo Bonolis e gli altri che impersonavano a turno gli improponibili concorrenti;
- La Ruota della Sfortuna, parodia de La ruota della fortuna condotta all'epoca da Mike Bongiorno (proposta nella seconda stagione del programma), in versione scherzosamente medievale con Roberto Ciufoli nei panni di un inquisitore che prendeva in giro sia il programma che il conduttore;
- C.eo.S.a.I., ispirato al fortunato telefilm statunitense CSI - Scena del crimine;
- Dittamon, ovvero la versione ironica del fortunatissimo anime giapponese Pokémon[4], la cui sigla era cantata dai Ricchi e Poveri, rinominati "Ricchi e Povemon".
- Cafè in camera, che richiamava Camera Café;
- Contro un Campo, parodia della nota trasmissione calcistica Controcampo;
- Varie parodie occasionali e/o minori come Dylan Dog, Star Trek, Superquark (chiamata Super Quarke), Il Fatto di Enzo Biagi (detto semplicemente Il fatto), Amici di Maria De Filippi (chiamata Amici?), e Top of the pops (detto Pop of the tops).

Nella prima edizione gli sketch erano inframezzati da ulteriori sketch degli stessi comici che, nei panni della famiglia Simpson, interpretava una classica famiglia in cui il telecomando è padrone; ogni sketch è infatti introdotto da un "cambio di canale" fatto da uno dei membri della famiglia dopo un breve siparietto. Ci sono stati vari ospiti tra cui i Ricchi e Poveri, Roberto Da Crema insieme a Natalia Estrada, Gianni Togni, Marco Ferradini e Massimo Ranieri.
Anche la seconda edizione seguiva la stessa formula, ma il cambiamento più evidente fu la sostituzione dei Simpson con vari tipi di famiglie celebri, diverse in ogni puntata, tra cui i Flintstones, i Forrester, la famiglia reale britannica, la famiglia Addams, i personaggi di Tarzan e Zorro. Negli sketch di mezzo tra le varie parodie a partire dalla terza edizione la Ditta interpretava alcuni personaggi della fortunata saga di Shrek, dove tra l'altro Pino Insegno ha fatto parte del cast di doppiaggio dei film nel ruolo dello Specchio.

## Gli studi
Le prime due edizioni del programma (2000-2001) furono registrate negli studi di Via Mecenate a Milano. Le parodie venivano inscenate sul palco, in cui venivano inserite le scenografie mobili (lo scenografo era Claudio Brigatti), e in platea era posizionata la famiglia protagonista della puntata (in questo caso sono controfigure).